# 2001. Űrodisszeia
A 2001. Űrodisszeia Arthur C. Clarke egyik legismertebb, legsikeresebb regénye, amelyet már megjelenésének évében, 1968-ban, 2001: Űrodüsszeia címen megfilmesítettek. A regény később sorozattá bővült, három folytatással: 2010. Második űrodisszeia, 2061. Harmadik űrodisszeia és 3001. Végső űrodisszeia.

## Cselekmény
Réges-régen, az idők kezdetén, millió fényévekre a Földtől egy távoli faj kiemelkedett az állatvilágból, majd elindult felfedezőútjára a világűrben. Útjuk során sok más élettel, civilizációval is találkoztak más bolygókon. Ahol tehették, segítették a felemelkedésüket. Így jutottak el a Föld bolygóra is. Afrikában találkoztak az ember őseivel, egy gyenge, kihalás szélén álló fajjal, mely nem sokban különbözött az állatoktól. Egy nagy fekete követ, a Monolitot ajándékozták az egyik törzsnek, hogy az segítse az életben maradásukat.
Évezredek teltek el, a Monolit feledésbe merült. Az emberek nem haltak ki, sőt birtokba vették először a Földet, majd lassan-lassan a Naprendszert is.
2001-ben a Holdon egy bányában egy rejtélyes tárgyat találnak, egy fekete hasábot. A felkelő nap fénye beindít rajta valamit, majd egy rádióüzenetet sugárzott a Szaturnusz felé. Az emberek rádöbbentek, hogy nincsenek egyedül, sőt az idegenek közelebb vannak, mint hitték. Expedíciót szerveznek a Szaturnusz bolygóhoz a rejtély megfejtésére. Az űrhajó a Discovery, 7 fős legénységgel: 2 ember, 4 hibernált ember és HAL, az űrhajó számítógépe. HAL számos utasítást kapott a küldetéshez: Az expedíciót mindenképpen végre kell hajtani, minden zavaró tényezőt ki kell iktatni, a legénységnek erről nem szólni.
A számítógép úgy értelmezte a parancsokat, hogy az emberek is zavaró tényezők, melyeket ki kell iktatni. A hibernált utasokkal nem volt nehéz végeznie. A többieket egy hamis vészjelzéssel kiküldte az űrbe, majd kizárta őket. A parancsnoknak sikerült visszajutnia, de társa elsodródott az űrben. A parancsnok kikapcsolta HAL-t, majd folytatta útját a Szaturnusz felé. Itt megtalálta a holdi monolit mását, csak sokkal nagyobb méretben. Egy kis űrhajóval a közelébe repült, ami erre megnyílt és magába szippantotta. Utolsó mondata: „Istenem, tele van csillagokkal!” A Monolit egy átjáró volt más bolygókra. Hősünk újjászületett egy újabb alakban, majd visszatért a Földre, hogy segítse az emberiséget.

## Folytatások
A regénynek több folytatása is van, a 2010. Második űrodisszeia (1982), a 2061. Harmadik űrodisszeia (1987) és a 3001. Végső űrodisszeia (1997). Arthur C. Clarke úgy döntött, hogy a folytatásoknál nem a saját regényét, hanem Stanley Kubrick – kisebb változtatásokat tartalmazó – filmjét veszi alapul.
A folytatások közül csak egyet filmesítettek meg: 1984-ben mutatták be a 2010 – A kapcsolat éve című filmet.

## Kulturális utalások
A regény és filmváltozat egyes jelenetei számos más műben felbukkannak.

## Magyarul
- 2001. Űrodisszeia. Tudományos fantasztikus regény; ford. Göncz Árpád, életrajz Kuczka Péter, utószó Kulin György; Egyetemi Ny., Bp., 1973 (Kozmosz fantasztikus könyvek)
- Szukits Könyvkiadó (Szeged, 1994) ISBN 9638199458
- Szukits Könyvkiadó (Szeged, 2011) ISBN 9789634972105